# Stele Maraş C/5

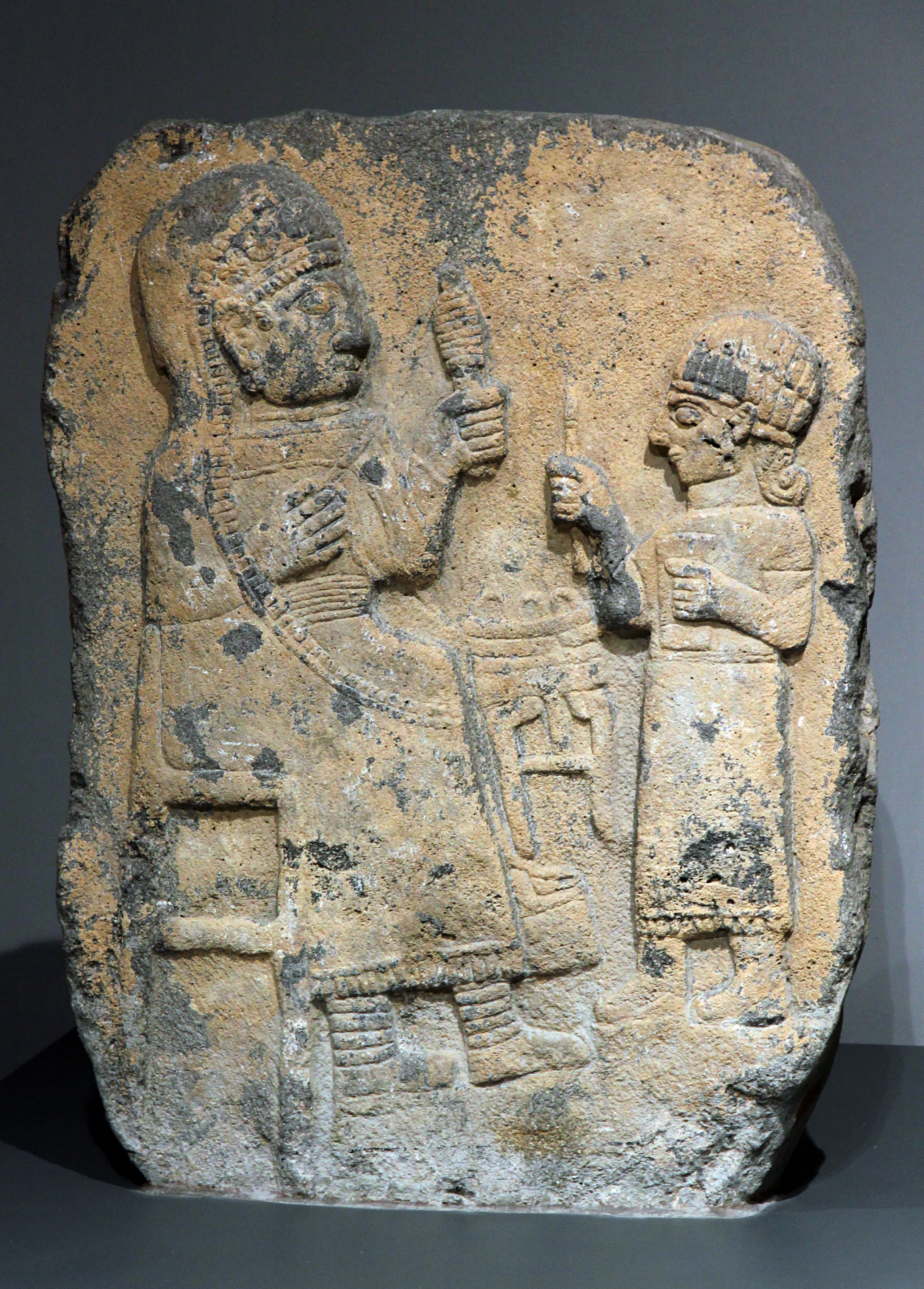
Stele Maraş C/5

Die Stele Maraş C/5 ist ein späthethitisches Relief aus der Südtürkei, wahrscheinlich ein Grabmonument, mit einer Bankettszene. Sie wurde vor 1942 in der Umgebung von Maraş, der heutigen türkischen Provinzhauptstadt Kahramanmaraş, gefunden und ist jetzt im Archäologischen Museum von Adana ausgestellt. Sie hat die Inventarnummer 1756. Bei Orthmann trägt sie die Bezeichnung C/5, bei Bonatz C 51.

## Beschreibung
Die Stele ist aus Basalt und hat Maße von 1,02 Metern in der Höhe und 0,70 Meter in der Breite. Sie ist an den Rändern bestoßen, aber vollständig erhalten und in gutem Zustand. Abgebildet sind zwei Personen. Links sitzt eine Frau auf einem hohen Stuhl. Sie trägt auf dem Kopf einen Schleier, der weit bis über die Knie herabfällt. In der vor das Gesicht erhobenen linken Hand hält sie eine Spindel, die rechte Hand hält den noch gut sichtbaren Faden. Vor ihr schwebt auf Kniehöhe ein dreibeiniger Esstisch, darauf liegen mehrere Fladenbrote und zuoberst kringelförmige Backwaren. Auf der rechten Seite des Tisches steht eine kleinere, vielleicht jüngere, männliche Gestalt in langem Gewand und einer Haube auf dem Kopf. Da sie eine Schreibtafel in der linken und einen Stift in der rechten Hand hält, kann sie als Schreiber gedeutet werde. Ihm kommt möglicherweise die Funktion zu, den Orakelspruch der Verstorbenen niederzuschreiben.
Orthmann ordnet das Bildwerk nach stilistischen Gesichtspunkten in die Gruppe Maraş II ein, die er der Periode Späthethitisch IIIa zuordnet und damit ins 9. Jahrhundert v. Chr. datiert. Bonatz gibt als Datierung 875–800 v. Chr. an.